# موسولتماخی
موسولتماخی (به لاتین: Musultemakhi) یک منطقهٔ مسکونی در روسیه است که در شهرستان لواشینسکی واقع شده‌است.